# 朗尼·汤姆森
朗尼·汤姆森（1948年7月1日—）是一位美国古氣候學家，俄亥俄州立大学教授。

## 所获荣誉
- 2005年当选美国国家科学院院士[1]
- 2005年获泰勒环境成就奖[2]
- 2005年获美国国家科学奖章，2007年7月由总统颁发[3]
- 2006年当选美國哲學學會会士[4]
- 2007年获丹·大卫奖
- 2009年当选中国科学院外籍院士[5]。
- 2012年获本杰明·富兰克林奖章[6]
- 2021年获BBVA基金会知识前沿奖（英语：BBVA Foundation Frontiers of Knowledge Award）气候变化奖[7]